# Frontbann
El término Frontbann se refiere a una organización de frente reorganizada de Sturmabteilung o SA que se formó en abril de 1924. Se prohibió a raíz del fallido Putsch de Múnich. Fue disuelta en febrero de 1925 después de que se levantara la prohibición de las SA.

## Historia
El Frontbann fue una versión reorganizada y renombrada de las SA. Fue creado en abril de 1924 como sustituto de las entonces prohibidas SA tras el fallido Putsch de Múnich de noviembre de 1923. El Partido Nazi (NSDAP), incluidas las SA, fue declarado ilegal por el gobierno de la República de Weimar tras el golpe. Se cambió el nombre del Partido Nazi al Partido Nacionalsocialista por la Libertad para mantener su legalidad y se cambió el nombre de las SA. Como el partido al que sirvió, el Frontbann incluyó a los mismos miembros y realizó las mismas funciones que su predecesor. Contenía a muchos de los miembros originales de las SA y fue dirigido silenciosamente por Ernst Röhm. Las unidades del Frontbann se formaron en toda Alemania. Kurt Daluege fue el líder de la unidad Frontbann en Berlín y Martin Bormann fue miembro de la unidad en Turingia. Tenía unos 30.000 miembros en toda Alemania. El Frontbann se disolvió el 27 de febrero de 1925, cuando se levantó la prohibición del Partido Nazi y se transformó de nuevo en las SA.

### Uniforme

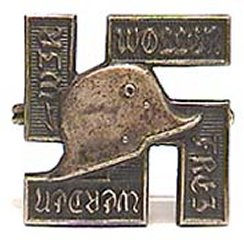
La insignia del Frontbann, usada hasta 1934. El lema en la esvástica detrás del casco dice "Wir wollen frei werden" ("Queremos ser libres").

El uniforme del Frontbann era similar al uniforme de las SA del Partido Nazi. En lugar de una camisa marrón y una gorra marrón, llevaban una camisa gris de campo con una gorra gris. El brazalete era esencialmente el mismo que el del Partido Nazi. El único cambio fue la colocación de un casco de acero en el centro del brazalete rojo, en lugar de la esvástica negra.

## Insignia delFrontbann
La insignia Frontbann (Frontbannabzeichen), fue establecida en 1932 por la SA-Gruppe-Berlin-Brandenburg. Era una insignia para conmemorar el Frontbann. Para poder obtener y usar la insignia, uno tenía que haberse unido al Frontbann antes del 31 de diciembre de 1927 y tenía que ser miembro del Partido Nazi u otra organización paramilitar de derecha antes de esa fecha. La insignia era de color plateado, tenía una clavija hacia atrás y medía 20 mm. Consistía en una esvástica con un casco alemán en el medio; escritas en los brazos de la esvástica estaban las palabras WIR-WOLLEN-FREI-WERDEN ("Queremos ser libres"). Fue catalogado como una decoración oficial del Partido Nazi en 1933. A finales de 1934 la autorización fue eliminada. Ya no era una insignia que pudieran usar los miembros del NSDAP.